# Batalla de Marj ar-Ràhit (634)
La batalla de Marj ar-Ràhit (àrab: معركة مرج راهط, Maʿrakat Marj Rāhiṭ) va ser un conflicte menor entre els aliats àrabs gassànides de l'Imperi Romà d'Orient i l'exèrcit dels Primer Califat, comandat per Khàlid ibn al-Walid el 24 abril de 634.

## Precedents
L'endemà de la batalla de Huwwarin, Khàlid es va traslladar amb el seu exèrcit de 9.000 homes cap a Damasc.
A aproximadament 32 km de Damasc, hi ha un coll amb una elevació de 600 metres per sobre del camp circumdant. La carena associada forma part de la serralada coneguda com Jabal uix-Xarq, que és una branca de les muntanyes de l'Antilíban i s'estén en direcció nord-est fins a Tadmur. El pas en si, encara que no és formidable, és força llarg. Khàlid es va aturar al capdamunt i va plantar-hi el seu estendard. Com a resultat d'aquesta acció, el pas va passar a ser conegut com a Thaníyyat al-Uqab (àrab: ثنية العقاب, Ṯaniyyat al-ʿUqāb), és a dir, el pas de l'Àguila, pel nom de l'estendard de Khàlid.
Des d'aquest lloc, Khàlid va traslladar el seu exèrcit a Marj ar-Ràhit, un gran prat prop de l'actual ciutat d'Adra, al nord-oest de Damasc.

## La batalla
La batalla va tenir lloc el diumenge de Pasqua, el 24 d'abril de 634.
Un gran nombre de refugiats de la regió on Khàlid havia fet campanya recentment s'havien aplegat a Marj-al-Rahit, barrejant-se amb la multitud que celebrava la festa de Pasqua. Els gassànides no eren indiferents al perill que suposava per a ells l'entrada de Khàlid a Síria i havien col·locat una forta línia de guerrers a la ruta des de Tadmur, per sota del pas. Aquesta força, però, es va dispersar ràpidament per la ràpida càrrega de la cavalleria de Khàlid. Malgrat que l'exèrcit gassànida va mostrar certa resistència a mesura que els musulmans avançaven, va cessar un cop el cos principal de l'exèrcit musulmà va arribar fins a la ciutat i la va assaltar. Després d'aconseguir una gran quantitat de botí i captius, les forces de Khàlid van abandonar la ciutat i van tornar al seu campament.
La batalla en si no va ser una batalla important, però va permetre a l'exèrcit de Khàlid protegir la seva rereguarda, avançar en el seu atac i assetjar ciutats més grans amb relativa facilitat.

## Conseqüències
L'endemà al matí, Khàlid va enviar una columna muntada cap a Damasc amb la tasca d'atacar la regió de la Ghuta. Després d'enviar un missatger a Abu-Ubayda amb instruccions de presentar-se davant d'ell a Bosra, Khàlid va marxar cap allà amb el cos principal de l'exèrcit, passant per Damasc. La columna muntada enviada prèviament havia arribat a la rodalia de la ciutat, va aconseguir botí i captius addicionals, i després es va unir a la força principal de Khàlid mentre encara estaven en marxa. Les operacions menors després de l'entrada de Khàlid a Síria ja havien acabat. Aleshores Khàlid va marxar amb les seves forces per conquerir la ciutat de Bosra.